# Sonnaille (bétail)
Pour les articles homonymes, voir Sonnaille.
Les sonnailles sont des cloches et clochettes attachées au cou des bêtes d’élevage bovin, ovin, ou caprin lorsqu’elles sont conduites dans des parcours ou dans des pâturages collectifs lors des transhumances. Les sonnailles de pâturage permettent à l’éleveur d’identifier son troupeau, de le localiser et d’en maintenir la cohésion (les sonnailles entre une mère et son petit peuvent être accordées). Les sonnailles de transhumance, plus grosses, servent surtout à entraîner le troupeau dans sa marche vers les pâturages de la montagne et lui interdisent pratiquement tout arrêt pour brouter. L'ensonnaillage répond ainsi principalement à des finalités de sécurité et de productivité.
Le nombre de sonnailles dans le troupeau est fonction de la richesse des propriétaires (ensonnaillage de prestige), si bien qu'on entend venir de plus loin les transhumants les plus ensonnaillés.
Les sonnailles sont aussi utilisées pour la chasse. Elles sont attachées au cou des chiens, ce qui permet de connaître leur position, mais aussi s’ils marquent l’arrêt.
Le savoir-faire de la fabrication des sonnailles est reconnu à travers l'inscription en 2015 du savoir-faire portugais sur la Liste du patrimoine immatériel nécessitant une sauvegarde urgente et celle en 2010 du savoir-faire français à l'Inventaire du patrimoine culturel immatériel en France.
Les sonnailles sont à différencier des clarines : de même utilisation, le terme clarine s'applique lui aux cloches de bovin en bronze ou laiton de fonderie, et qui sont donc plus lourdes.

## Historique
Les sonnailles sont directement liées à la pratique de la transhumance, notamment dans les Pyrénées. Depuis le XVIIe siècle, les troupeaux béarnais partent en estives accompagnés du tintement de ces cloches, qui donnent l’occasion aux villages traversés lors de la montée d’honorer le troupeau. Ainsi sont issues de nombreuses fêtes estivales et traditions locales.
Dans l'univers musical, la cloche à vache est utilisée pour instaurer une ambiance champêtre ou pastorale (notamment dans des œuvres classiques telles que la Symphonie no 6 de Mahler), ou à des fins rythmiques, en tant qu'instrument de percussion, cette utilisation ayant été popularisée par le batteur et percussionniste Steve Gadd.

## Fabrication

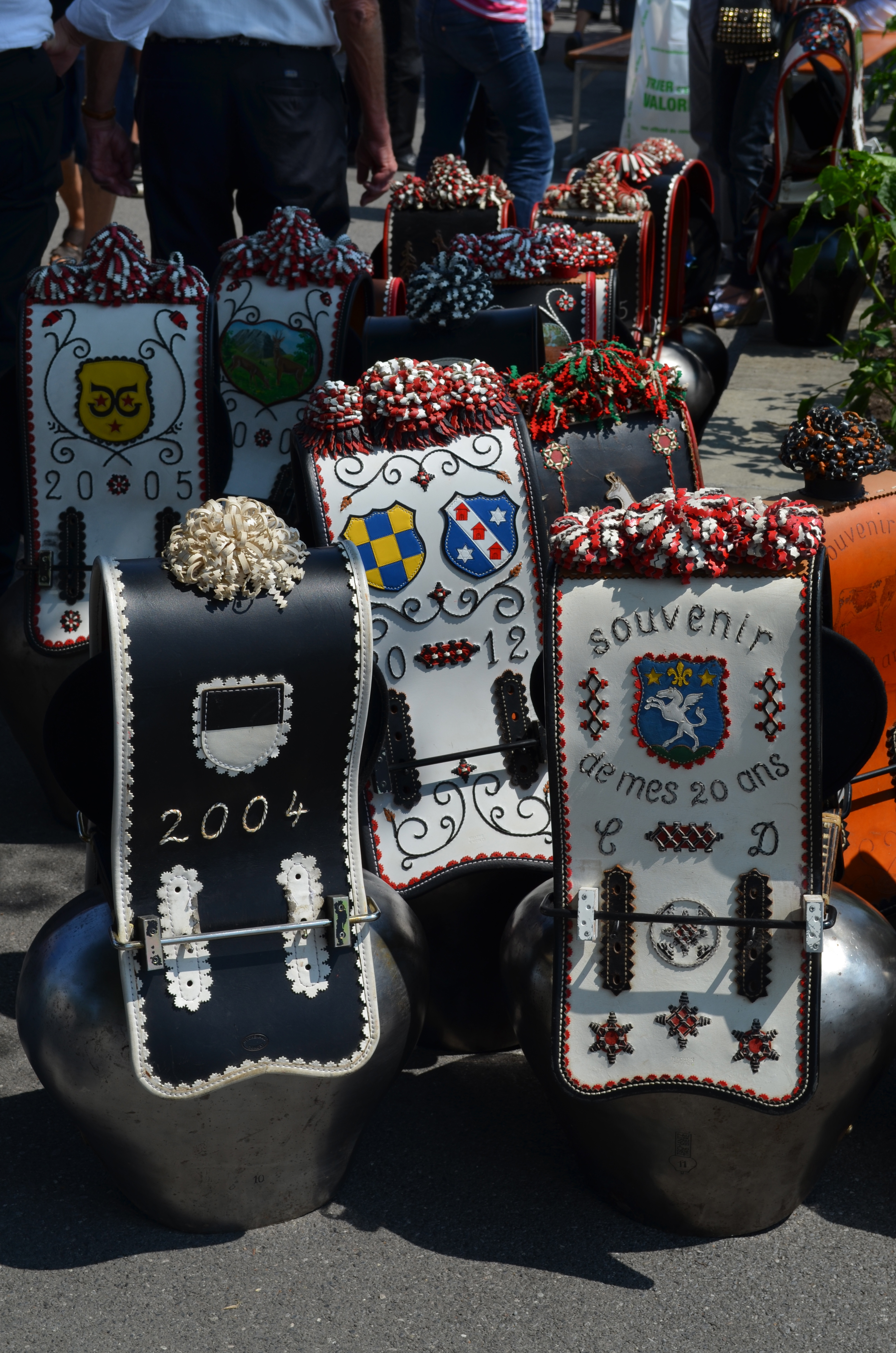
Sonnailes suisses avec collier de cloche en cuir brodé.

- Les plaques de tôles d’acier sont tout d’abord découpées et décorées (selon les vœux de l’éleveur, mais aussi avec la marque du fabricant par exemple). Elles sont ensuite pliées et soudées entre elles.
- Les pièces sont ensuite façonnées pour leur donner leur forme définitive. La frappe du métal se fait à froid.
- Les futures sonnailles sont ensuite enveloppées dans des moules d’argile ou d’acier, entourées également de feuilles de laiton, puis brasées au four. Le laiton permet de fixer la pièce et de l’étancher. Il contribue aussi à lui donner de la résonance.
- Une fois sortis du four, les moules sont refroidis à l’extérieur pendant trente à soixante minutes, puis trempés dans l’eau. Le moule est ensuite brisé pour dégager la sonnaille.
- Les sonnailles sont ensuite polies et accordées en fonction des besoins de l’éleveur (création d’un nouveau son, ou accord avec un son déjà existant dans son troupeau).

## En Durance et Luberon
Les sonnailles de brebis en Durance sont distribuées et réparties suivant les risques : la zone pâturée et le caractère des bêtes. 20 sonnailles pour 100 brebis dans le Lubéron, mais 2 ou 3 redons seulement sur tout le troupeau en Durance, une grosse brebis et un troca (bélier castré). Quatre types : la platelle, le clavelas, l'esquiole et le redon. La platelle est de forme carrée et résonne au rocher. Le redon : grosse sonnaille ronde. Les colliers étaient en bois d'ormeau courbés à l'eau, doublées cuir et claveté avec une clavette en buis.

## En Suisse
Le mot « toupin » est synonyme de sonnaille en Suisse.
Dans le dialecte suisse allemand au singulier et pluriel on dit Trychle. En guise d'activité, Trycheln décrit une coutume que l'on retrouve sous diverses formes dans la région alpine du nord.
Pendant la pandémie de COVID-19, les « Freiheitstrychler » ont participé en tant que sonneurs de cloches à des manifestations d'opposition aux mesures de lutte contre la pandémie de Covid-19 dans diverses localités de Suisse et occasionnellement à l'étranger. La majorité d'entre eux viendrait du Canton de Schwyz,.